# Константіна (аеропорт)
Міжнародний аеропорт Мухаммеда Будіафа — аеропорт в Алжирі, розташований за 9 км S від Константіни та 320 км ESE від столиці.
Найближчі аеропорти: Батна (65 км), Джиджель (88 км) і Сетіф (117 км). Алжирський перевізник Air Algérie виконує більшість рейсів з аеропорту.
Летовище було побудовано в 1943 році армією США під час Другої світової війни, в 1944 році було передано уряду Алжиру та використовувався літаками Командування повітряного транспорту до кінця війни.
Аеропорт має дві асфальтовані смуги. Злітно-посадкова смуга 14/32 оснащена системою VOR/DME, що робить авіанавгацію можливою навіть при поганій видимості. Будівля терміналу має площу близько 15 000 м².
11 лютого 2014 року в аеропорту відбулася авіатроща.

## Авіалінії та напрямки, березень 2021
| Авіакомпанія     | Пункт призначення |
| ---------------- | --- |
| Air Algérie      | Адрар, Алжир, Базель-Мюлуз-Фрайбург, Бешар, Гардая, Гассі-Месауд, Стамбул, Лілль, Ліон, Марсель, Ніцца, Оран, Уаргла, Париж-Шарль де Голль, Париж-Орлі, Таманрассет, Тіндуф Сезонний: Мец, Тулуза |
| Tassili Airlines | Алжир, Гассі-Месауд, Страсбург |
| Transavia        | Ліон, Монпельє, Париж–Орлі |
| TUI fly Belgium  | Брюссель-Шарлеруа |
| Tunisair         | Туніс |
| Turkish Airlines | Стамбул |

## Статистика
Див. джерело запитів Вікіданих та джерела.
Див. джерело запитів Вікіданих та джерела.